# Zuzana (biblická postava)

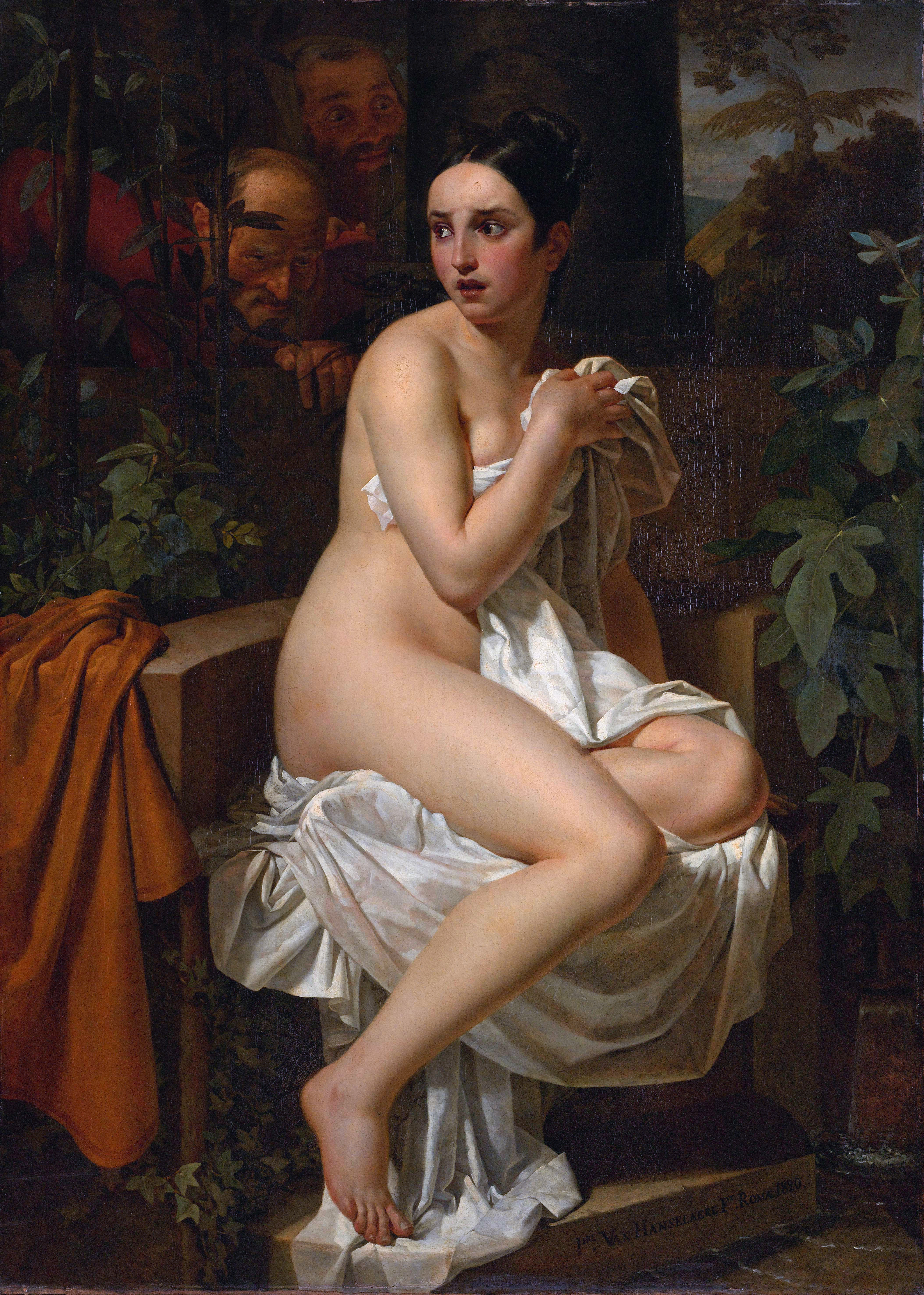
Zuzana

Zuzana (hebrejsky שׁוֹשַׁנָּה‎, Šošana, tj. lilie) je hlavní postava stejnojmenného biblického příběhu, který je deuterokanonickou řecky psanou součástí starozákonní knihy Daniel (kapitola 13). Za součást biblického kánonu tedy příběh o Zuzaně považují katolíci a pravoslavní, na rozdíl od protestantů, kteří jej považují za apokryf.

## Text úryvku
Řecký text se dochoval ve dvou verzích. Septuagintní varianta pouze v Codexu Chisianus (tam byl příběh ctnostné Zuzany zařazen před kanonickou knihu Danielovu), pak též text Theodotionův, který byl použit v latinském překladu Jeronýmově (Vulgata). Rukopisy Starého zákona kladou řecký text před samotnou knihu Daniel, ve Vulgatě je pak 13. kapitolou tohoto spisu.

## Obsah knihy
Příběh o krásné, bohabojné a ctnostné Zuzaně, vypráví o pohnutém osudu manželky Žida Jójakíma. Dějištěm příběhu je Babylón. Jójakím byl velmi vážený mezi všemi babylónskými Židy a v jeho zahradě se často scházela židovská společnost. Zuzanu si oblíbili dva židovští starší (soudci z lidu), kteří ji toužebně sledovali každý den, jak se prochází po zahradě. Posedla je vášeň. Zachvátilo je trápení.
Jednou když se Zuzana koupala v zahradě a služebné u ní nebyly, přišli k ní ti dva starší, již ji už dlouhou chvíli pozorovali z úkrytu. Naléhali na ni, aby byla svolná, ale marně. A proto soudcové využili chvíle beze svědků a pokusili se ještě Zuzanu přesvědčit pod pohrůžkou nařčení z cizoložství. Vymysleli si příběh, ve kterém měla Zuzana zhřešit s mladým mužem, ale ani tak se jim Zuzana nepodvolila. Oni tedy splnili svou hrozbu. Zuzana byla vydána do rukou soudců a na základě falešných výpovědí obou starších byla veřejným shromážděním obviněna z cizoložství, a tím i odsouzena k smrti. Zuzaně nezbylo, než spolehnout se na její poslední naději, totiž pomoc od Hospodina. A tak Zuzana hlasitě volala k Hospodinu.
Hospodin vyslyšel její hlas a poslal jí na pomoc Daniela. Ten veřejně zpochybnil rozsudek, který byl vynesen bez vyšetřování a bez jasného důkazu, a požadoval obnovení soudu. Když k němu došlo, Daniel nařídil oddělit oba starší daleko od sebe, tak, aby neslyšeli jeden druhého vypovídat. Poté se zeptal prvního z nich: "Pod kterým stromem jsi je viděl spolu obcovat?" On odpověděl: "Pod lentiškem." Daniel pak tutéž otázku položil i druhému staršímu, ale ten odpověděl: "Pod dubem."
Tím bylo prokázáno, že oba lhali a že Zuzana je nevinná. Daniel tak v poslední chvíli Zuzanu zachránil od jisté smrti, zatímco oba starší byli za křivé svědectví popraveni.